# Astrosat
Astrosat (contraction de  Astronomy Satellite)  est le premier observatoire spatial astronomique indien. Après le succès de l'expérience astronomique de rayons X (IXAE) lancé en 1997 à bord du satellite d'observation de la Terre IRS-P, l'agence spatiale indienne, l'ISRO, a lancé le développement d'un satellite complètement destiné à l'astronomie. Astrosat est capable d'observer un grand nombre de longueurs d'onde : il dispose de 5 instruments couvrant la lumière visible, l'ultraviolet proche, l'ultraviolet éloigné, les rayons X mous et les rayons X durs. Astrosat a été placé le 28 septembre 2015 par un lanceur PSLV  sur une orbite basse de 650 km quasi équatoriale. Le satellite pèse environ 1 650 kg dont 750 kg pour la charge utile scientifique.

## Historique
Les premières observations du rayonnement X depuis l'espace réalisées par des scientifiques indiens débutent avec un instrument embarqué à bord du premier satellite indien Aryabhata mis en orbite en 1975. Le 3 juin 1985 l'expérience indienne Anuradha, chargée d'étudier les rayons cosmiques est lancée à bord du module SpaceLab-3 de la Navette spatiale américaine. Mais le premier instrument astronomique indien significatif est un détecteur de sursaut gamma embarqué à bord du satellite SROSS-C2 lancé en 1994. Celui-ci détecte 60 sursauts gamma dans la gamme d'énergie comprise entre 20 et 3 000 keV et étudie leurs propriétés spectrales et leur évolution temporelle. L'expérience IXAE (Indian X-Ray Astronomy Experiment) lancée à bord du satellite indien IRS-P3 (en) en 1996 étudie de nombreuses binaires X dont des pulsars et des étoiles ayant des caractéristiques de futurs trous noirs. Le succès de ces différentes missions donnent suffisamment confiance aux scientifiques et techniciens indiens pour envisager le développement d'un observatoire spatial complet.
En 1996 environ cinquante astronomes indiens venus de différentes institutions et universités se réunissent pour définir les caractéristiques d'une mission spatiale qui serait développée par l'agence spatiale indienne, l'ISRO, et dont l'objectif principal serait l'étude des objets stellaires. Plusieurs groupes de travail sont formés pour étudier différents scénarios. La communauté scientifique remet ses conclusions à l'agence spatiale en 2000. Sur la base de ce document l'ISRO décide en 2002 de développer quatre instruments destinés à observer le rayonnement X. Un télescope ultraviolet est ajouté à la suite de discussions ultérieures. Après la réalisation d'une étude détaillée des objectifs scientifiques, des spécifications ainsi que des modalités de réception, de traitement et de diffusion des données, le gouvernement donne son accord en 2004 pour le développement par l'ISRO de la mission embarquant les instruments. Le futur observatoire astronomique spatial est baptisé AstroSat (contraction de  Astronomy Satellite).
En parallèle l'Inde développe l'instrument SoXS (Solar X-Ray Specrtrometer) embarqué en 2003 à bord du satellite GSAT-2 (en) et qui observe l'intensité, l'énergie et le spectre du rayonnement X émis par le Soleil durant les éruptions solaires. Le spectromètre à rayons gamma de faible énergie RT-2 embarqué à bord de la mission russe Coronas-Photon est lancé  le 30 janvier 2009. Cet instrument observe le rayonnement X du Soleil dans le spectre d'énergie allant de 15 à 150 keV. Ces différentes réalisations contribuent à apporter l'expérience nécessaire au développement des instruments beaucoup plus complexes embarqués à bord d'ASTROSAT.

## Objectifs scientifiques
Les objectifs scientifiques d'AstroSat sont :
- Observation simultanée sur plusieurs bandes spectrales : sources galactiques et extra galactiques telles que les noyaux galactiques actifs, les binaires X. L'utilisation des cinq télescopes permet d'effectuer des mesures dans l'ensemble du spectre s'étendant de la lumière visible aux rayons X durs.
- Observations sur un large spectre du rayonnement X : objets avec une résolution spectrale dans la bande spectrale 0,3-100 keV en utilisant trois télescopes X
- Observations avec une résolution temporelle élevée : binaires périodiques, apériodiques et chaotiques
- Imagerie ultraviolet à haute résolution pour l'étude de la morphologie des objets galactiques et extragalactiques.

## Développement
L'observatoire spatial AstroSat est développé par l'agence spatiale indienne, l'ISRO et les instituts de recherche suivants :
- Les  Instituts de recherche fondamentale Tata de Bombay et de Bangalore
- Le Centre inter-universitaire pour l'astronomie et l'astrophysique de Pune
- L'Institut de recherche Raman de Bangalore
- Le Laboratoire de recherche physique de Ahmedabad
- L'Agence spatiale canadienne
- L'Université de Leicester
- ainsi que de nombreuses autres universités et centres de recherche indiens.

## Caractéristiques techniques
Le satellite AstroSat a une masse au lancement d'environ 1 600 kg dont 868 kg pour la charge utile. Il utilise une plateforme IRS qui a volé pour la première fois en 1988 et qui a été utilisée depuis par une vingtaine de satellites d'observation de la Terre  de la série Indian Remote Sensing satellite comme CartoSat-2. L'énergie est fournie par deux ensembles de panneaux solaires orientables avec un degré de liberté qui fournissent au maximum 1 600 watts. Le satellite a besoin de 488 watts pour fonctionner. Le satellite est stabilisé 3 axes avec une précision de pointage inférieure à 0,05° et une dérive de 0,2 seconde d'arc par seconde. Les corrections d'orientation sont effectuées avec des roues de réaction et des magnéto-coupleurs. Les communications se font en bande X avec un débit de 105 mégabits par seconde en temps réel et de 210 mégabits par seconde en différé depuis la mémoire de masse qui permet de stocker 160 gigabits.

## Charge utile
La charge utile est constituée par un télescope ultraviolet et quatre télescopes à rayons X. Tous les instruments sont co-alignés.
| Instrument                        | UVIT/OPT                                       | SXT                                           | LAXPC                                           | CZTI                                      | SSM                         |
| --------------------------------- | ---------------------------------------------- | --------------------------------------------- | ----------------------------------------------- | ----------------------------------------- | --------------------------- |
| Type                              | Télescope ultraviolet de type Ritchey-Chrétien | Télescope rayons X mous avec optique Wolter-I | Compteurs proportionnels de rayons mous et durs | Masque codé bi dimensionnel rayons X durs | Masque codé unidimensionnel |
| Longueurs d'onde observées        | 130-320 nm                                     | 0,3-8 keV                                     | 3-100 keV                                       | 10-150 keV                                | 2-10 keV                    |
| Surface sensible                  | 1 250 cm2                                      | 250 cm2                                       | 10 800 cm2                                      | 1 000 cm2                                 | 180 cm2                     |
| Surface utilisée                  | 60 cm2 (dépend du filtre)                      | 125 à 0,5 keV 200 à 1-2 keV 25 à 6 keV        | 6 000 à 5-30 keV                                | 500 (<100 keV) 1000 (>100 keV)            | ~40 à 2 keV 90 à 5 keV      |
| Champ optique                     | 0,50º                                          | 0,35º                                         | 1º x 1º                                         | 6 x 6 (<100 keV) 17º x 17º (>100 keV)     |                             |
| Résolution (énergie)              | < 100                                          | 2 % à 6 keV                                   | 9 % à 22 keV                                    | 5 % à 10 keV                              | 19 % à 6 keV                |
| Résolution angulaire              | 1,8 seconde d'arc                              | 3–4 minutes d'arc                             | 1–5 minutes d'arc                               | 8 minutes d'arc                           | ~10 minutes d'arc           |
| Résolution temporelle             | 10 ms                                          | 2,6 s, 0,3 s, 1 ms                            | 10 µs                                           | 1 ms                                      | 1 ms                        |
| Sensibilité (temps d'observation) | magnitude 21 (5σ) (1 800 s)                    | 10 µCrab (5σ) (10 000 s)                      | 0,1 mCrab (3σ)(1 000 s)                         | 0,5 mCrab (3σ) (1 000 s)                  | ~30 mCrab (3σ) (300 s)      |

## Déroulement de la mission
AstroSat est lancé le 28 septembre 2015 par une fusée PSLV depuis le centre spatial Satish-Dhawan. L'observatoire spatal est placé sur une orbite basse quasi équatoriale qui permet d'éviter de traverser l'Anomalie de l'Atlantique sud. L'altitude visée est de 650 km, avec une inclinaison de 8° et une périodicité de 97 minutes. Le lanceur emporte également le microsatellite LAPAN-A3 développé par l'Indonésie,.
Le centre de contrôle ISTRAC de l'agence spatiale indienne implanté à Bangalore, débute après la séparation avec le lanceur les opérations de déploiement et d'étalonnage des instruments. En janvier 2016, soit 100 jours après son lancement, l'ensemble des instruments a été mis en marche et les opérations d'étalonnage, qui doivent s'achever en mars 2016, progressent comme prévu. Les performances sont conformes à ce qui est attendu.

### Documents de référence
- (en) Kulinder Pal Singh, « ASTROSAT mission », SPIE, vol. 9144,‎ 29 juillet 2014, p. 15 (DOI 10.1117/12.2062667, lire en ligne) — Présentation détaillée de l'instrumentation scientifique
- (en) ISRO, ASTROSAT Handbook v 1.6, ISRO, 2014, 101 p. (lire en ligne)  — Manuel utilisateur
- (en) ISRO, ASTROSAT The Indian Astronomy mission (brochure de présentation), ISRO, 2015, 64 p. (lire en ligne)  — Plaquette de présentation de la mission